# Sala Khunnawut
Sala Khunnawut ou Sala Kunnawut (thaï : สลา คุณวุฒิ est un artiste national de Thaïlande, auteur-compositeur et chanteur de luk thung originaire de l'Isan,,. Actuellement, il est auteur-compositeur et producteur pour le label Grammy Gold (en), un label du réseau de GMM Grammy.

## Biographie
En 1982, il quitte l'enseignement pour composer et produire les chansons de Rungphet Laemsing. Actuellement, il est artiste, chanteur, auteur-compositeur et producteur pour le label Grammy Gold. Il est à l'origine du succès de nombreux chanteurs célèbres du luk thung de l'Isan, notamment Mike Phiromphon, Phai Phongsathon, Siriporn Ampaipong, Tai Orathai, Monsit Khamsoi et Monkhaen Kaenkoon.
En 2016, il a composé et chanté la chanson populaire Law Soo Larn Fang (thaï : เล่าสู่หลานฟัง) pour la mort du roi Bhumibol Adulyadej,.
« Actuellement, Sala Khunnawut essaie d'encourager les jeunes à participer au programme Tai-baan : La Reprise. Il leur fait reprendre des chansons de l'Isan à leur manière, et leur permet d'ajouter des éléments plus modernes comme bon leur semble. »